# Zdislava Berka
Zdislava Berka, chiamata anche Zedislava Berkiana o Zdislava di Lemberk (Křižanov, 1220 – Jablonné v Podještědí, 1º gennaio 1252) è stata una donna ceca ricordata per le sue opere di carità. Beatificata per equipollenza nel 1907, è stata proclamata santa da papa Giovanni Paolo II nel 1995.

## Biografia

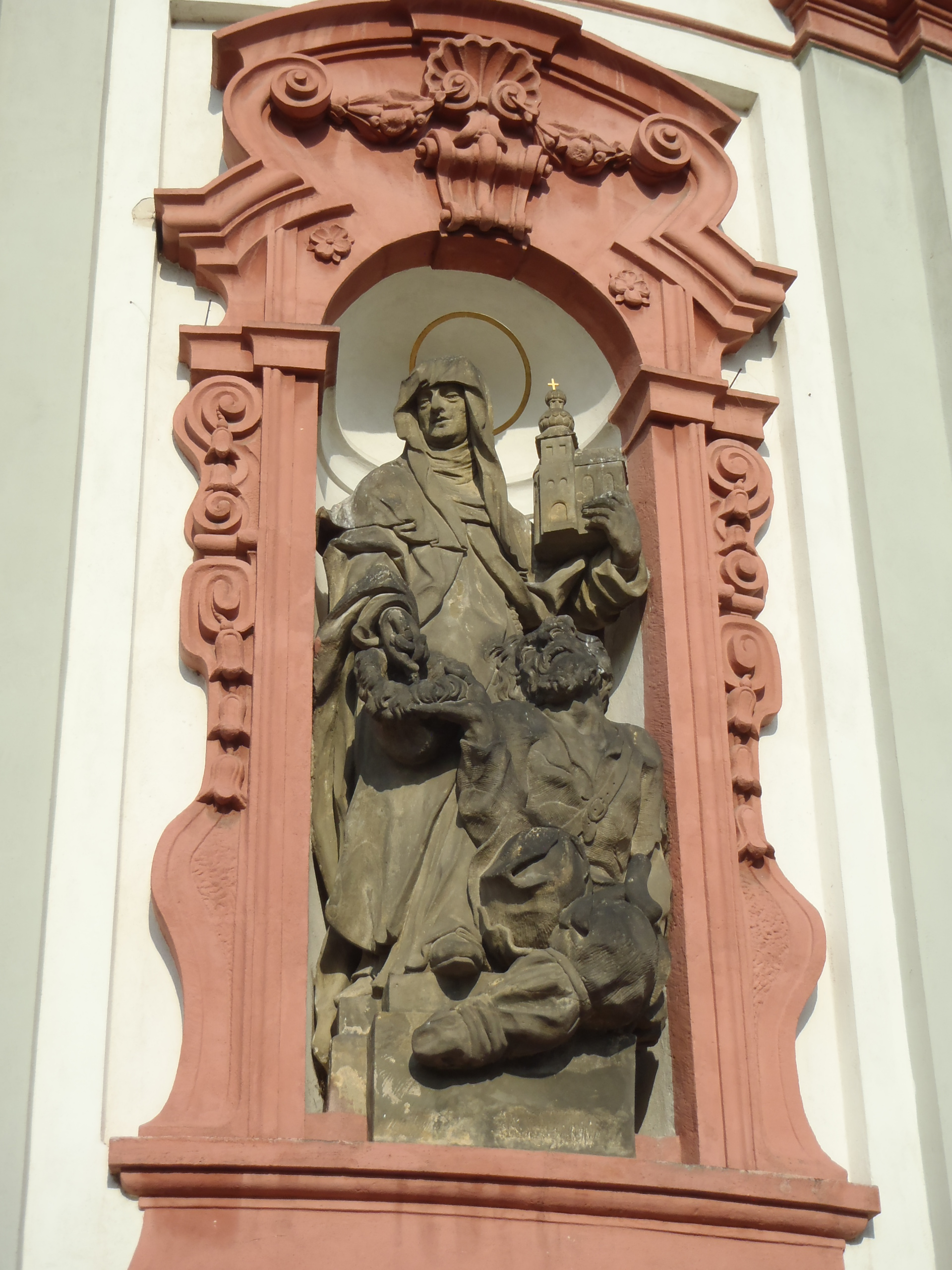
Statua di santa Zdislava nella basilica dei santi Lorenzo e Zdislava, a Jablonné v Podještědí

Zdislava Berka nacque in una nobile famiglia boema molto religiosa; il padre si chiamava Pribyslav e la madre, di origine tedesca, Sibilla; avevano altri quattro figli oltre a Zdislava (sei, secondo altre fonti). Da giovane fuggì in un bosco col desiderio di diventare un'eremita, ma venne trovata e riportata a casa.
Venne costretta a sposarsi con un nobile della famiglia Lemberk, alleata della sua, di nome Havel (italianizzato in Gallo); da lui Zdislava ebbe quattro figli - uno morto giovane - a cui diede un'educazione religiosa. Il matrimonio fu inizialmente difficile, in quanto le sue opere di estrema generosità verso i poveri erano causa di contrasto col marito: Zdislava era solita accogliere i senzatetto nel loro castello presso Jablonné v Podještědí e occuparsi personalmente dei malati; quando i mongoli invasero la regione, moltissima gente cercò rifugio presso Zdislava, che accolse tutti.
Quando il marito, esasperato, volle cacciare di casa un mendicante malato trovò al suo posto, nel letto, un Gesù crocifisso: la cosa lo lasciò tanto impressionato da farlo ricredere sull'operato della moglie, tanto da permetterle di divenire terziaria domenicana. Zdislava si adoperò per la diffusione dell'Ordine dei Frati Predicatori in Boemia, e fece fondare al marito due conventi, fra cui quello di san Lorenzo a Jablonné. Riceveva la comunione ogni giorno, una consuetudine insolita per l'epoca, ed è riportato che ebbe anche estasi e visioni.
Zdislava rimase colpita da una malattia fatale ancora giovane: morì e fu sepolta, al convento che aveva fondato, nel 1252, dopo aver confidato al marito e ai figli che sperava di essere di maggior aiuto nell'altra vita di quanto lo fosse stata in questa. Poco dopo la sua morte, il marito ebbe una visione di lei gloriosa, che incoraggiò il suo desiderio di convertirsi.

## Culto

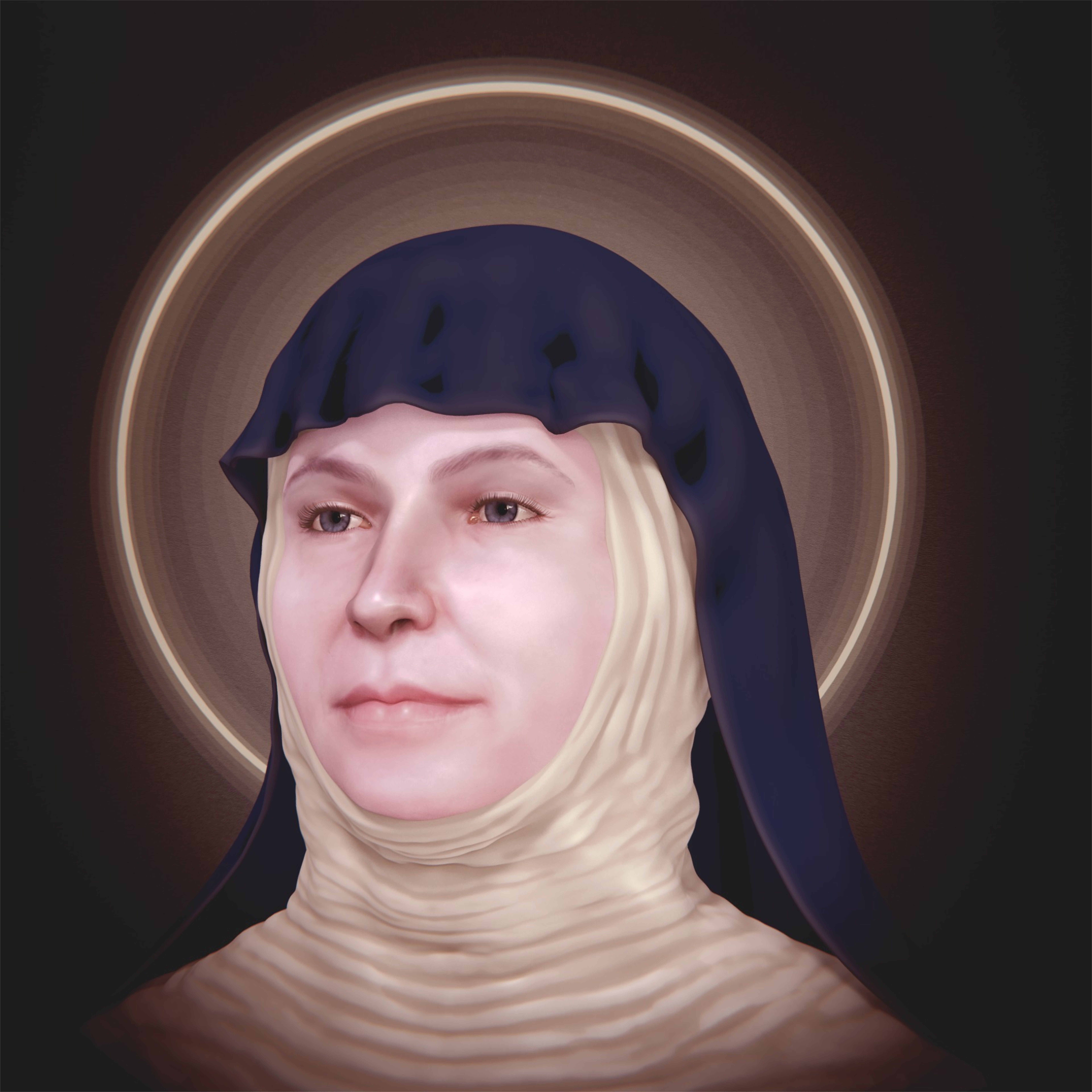
La ricostruzione facciale forense del viso di santa Zdislava

La venerazione per la sua figura fu diffusa per 150 anni, con cronache che riportano di miracoli avvenuti per sua intercessione. Caduto nell'oblio, il culto si risvegliò verso la fine del XVI secolo, e venne confermato ufficialmente il 28 agosto 1907 da papa Pio X. La canonizzazione è datata 21 maggio 1995, resa possibile grazie a un miracolo del 6 aprile precedente; la cerimonia venne celebrata, assieme a quella per san Giovanni Sarkander, da parte di papa Giovanni Paolo II a Olomouc, in Moravia.
È commemorata dalla Chiesa cattolica il 1º gennaio, giorno della sua morte; per il solo ordine domenicano la data è invece il 4 gennaio, mentre in Repubblica Ceca la festa è il 30 maggio. Prima della riforma liturgica del concilio Vaticano II, la santa era commemorata invece il 3 gennaio.
Santa Zdislava è patrona di chi vive un matrimonio difficile e delle persone derise per la loro pietà. È inoltre patrona della Boemia e più in generale della Repubblica Ceca.